# Cheikh Sarr
Cheikh Kane Sarr est un footballeur sénégalais, né le 21 avril 2000.

## Biographie
Avec l'équipe du Sénégal des moins de 20 ans, il participe à la Coupe d'Afrique des nations junior en 2019. Lors de cette compétition, il ne joue qu'un seul match, contre le Burkina Faso. Le Sénégal s'incline en finale face au Mali après une séance de tirs au but, avec Cheikh Sarr qui reste sur le banc des remplaçants.
Cheikh Kane Sarr a été victime de racisme au match face à Sestao River en D3 espagnole, ripostant. En soutien, son équipe sort du terrain, il sera finalement pénalisés de deux matchs.

## Palmarès

### Avec l'équipe du Sénégal
- Finaliste de la Coupe d'Afrique des nations junior en 2019 avec l'équipe du Sénégal des moins de 20 ans